# تحت الأنقاض (فلم)
تحت الأنقاض فيلم وثائقي تسجيلي قصير، من إخراج جان شمعون ومي مصري، وإنتاج مؤسسة السينما الفلسطينية عام 1983. بُثّ الفيلم على أكثر من ١٠٠ محطة تلفزيونية في جميع أنحاء العالم، بما في ذلك محطة فرانس ٢، وقناة بي بي سي، وهيئة الإذاعة اليابانية. كرمت بلدية رام الله ومؤسسة فيلم لاب المخرجان على مجمل أعمالهم ثقافياً وفنياً وسينمائياً، صُورالفيلم أثناء العدوان الإسرائيلي للبنان في العام 1982 ليسلط الضوء على الخوف والمقاومة لدى المدنيين اللبنانيين والفلسطينيين أثناء 83 يوم من الحصار والإجتياح الاسرائيلي للعاصمة بيروت. نال جائزة لجنة التحكيم الخاصة من مهرجان فالنسيا، اسبانيا 1984.

## أحداث الفيلم
يوثّق الفيلم لحظات تاريخية هامة خلال الاجتياح الإسرائيلي، مسجلاً الدمار والضحايا من اللبنانيين والفلسطينيين في بيروت الغربية ويعرض معاناة المدنيين الذين واجهوا القصف والتهجير، والخسائر البشرية الكبيرة التي شملت 12 ألف طفل، 9 آلاف امرأة، و8 آلاف رجل. ويقدم مشاهد حية ومؤثرة للدمار، مثل انهيار بناية من ثماني طبقات بقنبلة فراغية إسرائيلية، مما أدى إلى مقتل 137 شخصاً ويبرز الفيلم التأثير العاطفي العميق على صانعي الفيلم أنفسهم وعلى المشاهدين، حيث يشير شمعون إلى صعوبة تصوير لحظات الدمار والجثث المبعثرة، ويوجه الفيلم رسالة عن الدمار الذي يلحق بالبشرية في الحروب، فلم تكن الحرب ضد الأحياء فقط بل حتى ضد الأموات. مسجلاً لحظات مروعة وتحولات جذرية في المجتمع اللبناني والفلسطيني.